# Kabinett Hammerstein-Loxten
Das Kabinett Hammerstein-Loxten bildete vom 17. Oktober 1868 bis zum 1. September 1872 die von Großherzog Friedrich Wilhelm II. eingesetzte Landesregierung von Mecklenburg-Strelitz.
Das Kabinett musste neu gebildet werden, da der bisherige Staatsminister Bernhard Ernst von Bülow in den preußischen Staatsdienst wechselte und gleichzeitig Gesandter von Mecklenburg-Strelitz in Preußen wurde. Die preußenfeindliche Linie der Politik von Großherzog Friedrich Wilhelm II. zeigte sich in der Wahl von Bülows Nachfolger als Staatsminister. Mit Wilhelm von Hammerstein-Loxten ernannte er einen vormaligen Innen- und Finanzminister des von Preußen 1866 annektierten Königreichs Hannover, der als Abgeordneter des Reichstags des Norddeutschen Bundes Mitglied der den einzelstaatlichen Föderalismus verfechtenden Bundesstaatlich-konstitutionellen Vereinigung gewesen war.
| Amt            | Name |
| Staatsminister | Wilhelm von Hammerstein-Loxten |
| Staatsräte     | Anton Piper Friedrich Carl Ludwig von Kardorff, 17. Oktober 1868 – 8. Mai 1870 Christian Ernst Bechtold von Bernstorff, ab 11. Mai 1871 |